# Rachel Hunter
Rachel Hunter (Auckland, 9 de setembro de 1969) é uma atriz, apresentadora de televisão e supermodelo neozelandesa, conhecida por seus programas de televisão e namoros com grandes astros como Bruce Willis, Robbie Williams e Rod Stewart (com quem casou aos 21 anos e se divorciou aos 34).

## Carreira
Hunter entrou para o mundo da moda aos 17 anos e se tornou famosa depois de posar para a revista Sports Illustrated Swimsuit Issue em 1989.

Foi convidada, em 2004, para a edição especial comemorativa do 40º aniversário, posando junto das principais modelos que fizeram a história e o sucesso da revista, Christie Brinkley, Heidi Klum, Valéria Mazza, Elle Macpherson, Cheryl Tiegs, Tyra Banks, Stacey Williams, Paulina Porizkova, Vendela Kirsebom e Roshumba Williams. (Foto Hall of Fame)
Também ilustrou a capa da Cosmopolitan.
Para a capa da Playboy em 2004, recebeu 1,8 milhões de dólares.
Sua carreira na televisão ficou concentrada nos reality-shows, que acabaram por se tornar sua marca. Foi uma competidora do famoso programa Dancing with the Stars e jurada do programa Are You Hot?. Em 2005 apresentou a série Make Me a Supermodel, que ficou marcado pela briga entre Hunter e uma das competidoras, Jasmine Lennard.
Em 2006, Rachel Hunter mudou de ares e foi para os Estados Unidos da América, onde passou a apresentar o programa Style Me, onde também era jurada, ao lado de Phillip Bloch e Milica Kastner.
Hunter teve participação também no clipe musical da canção "Stacy's Mom", da banda americana Fountains Of Wayne.

## Filmografia
- 1999 - Just a Little Harmless Sex .... Marilyn
- 2000 - TripFall .... Gina Williams
- 2001 - Ozzie .... Beth Morton
- 2001 - MacArthur Park .... Karen
- 2001 - Pendulum .... Amanda Reeve
- 2002 - Redemption of the Ghost .... Gloria
- 2005 - You and Your Stupid Mate .... Karen
- 2005 - Freezeburn .... Holly Hardin
- 2006 - Final Move .... Iris Quarrie
- 2007 - Dead Write .... Jade
- 2007 - 7-10 Split .... Sra. Bailey
- 2008 - La Cucina .... Jude
- 2015 - "Her Infidelity" .... Lilly